# Myrmecoderus rileyi
Myrmecoderus rileyi är en skalbaggsart som beskrevs av Aalbu, Andrews och Pollock 2005. Myrmecoderus rileyi ingår i släktet Myrmecoderus och familjen trädbasbaggar. Inga underarter finns listade i Catalogue of Life.